# 革命共产党 (意大利)

革命共产党标志

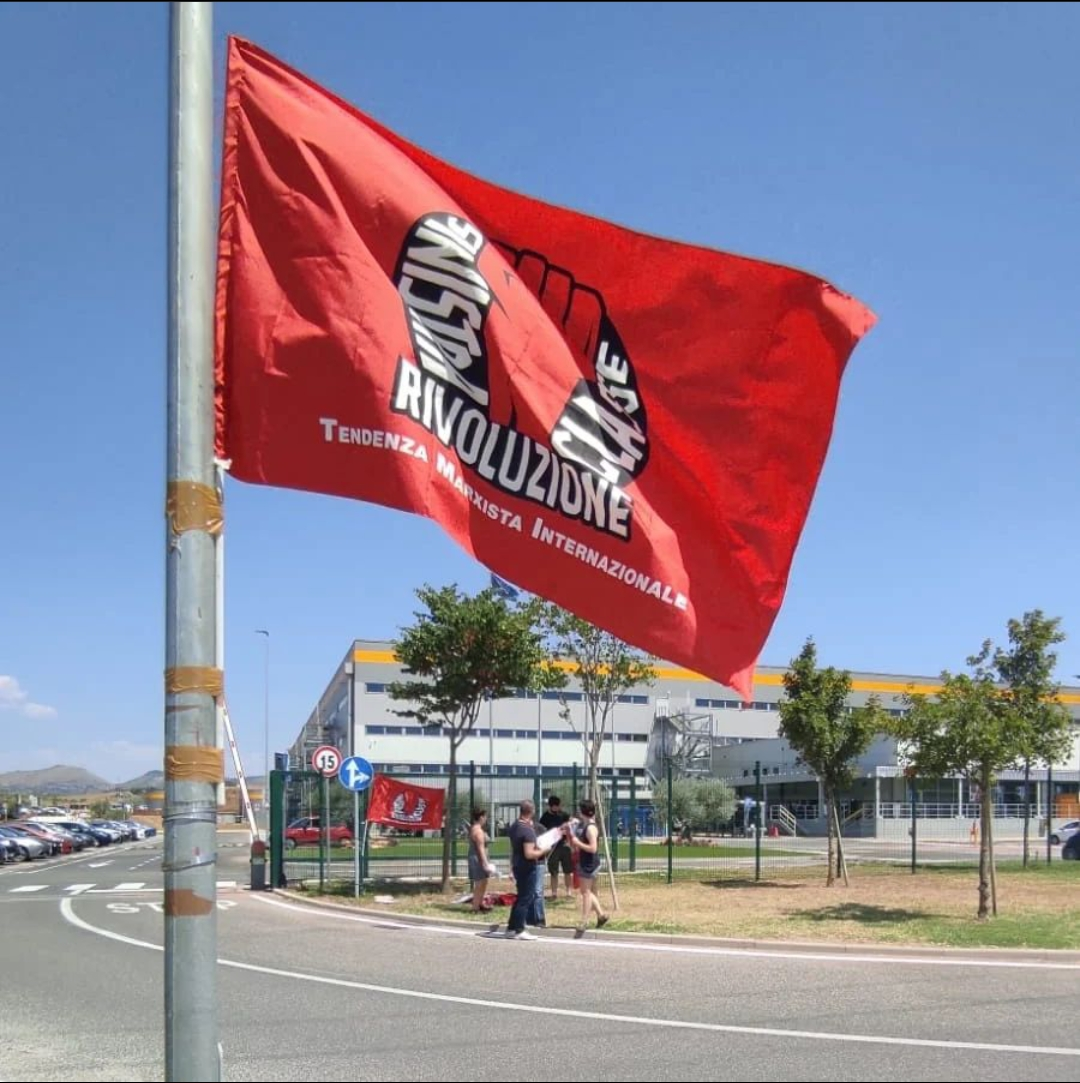
革命阶级左翼旗帜

革命共产党（義大利語：Partito Comunista Rivoluzionario，缩写为PCR）是意大利的一个托洛茨基主义政党。
1986年9月，一份名为《镰刀锤头》的左翼杂志开始出版，围绕着这份杂志形成了“镰刀锤头”组织。它曾在重建共产党及其青年组织内部活动多年，作为重建共产党的政治派系。它的立场比重建共产党领导层更为激进。2014年12月8日，它将自己重新定位为“独立政治运动”，并改名为“革命阶级左翼”。2016年1月，它正式退出重建共产党。2017年—2022年，它与工人共产党组成“争取革命左翼”联盟。2024年11月23日，它在罗马召开大会，改组为革命共产党。2025年4月11日—13日，在切尔维亚召开第一次代表大会；此时，该党有650名成员。
该党主张捍卫十月革命缔造者所重新阐述的马克思主义理论的正确性，反对改良主义理论或对马克思、恩格斯思想的温和修正，反对斯大林主义及其被该党认定的变体（毛主义、陶里亚蒂主义和铁托主义）。
该党出版刊物《革命阶级左翼》。该党的总部位于米兰。该党的青年翼是“让我们抬起我们的头”。该党是革命共产国际的支部。